# Ernesto Augusto, Príncipe Herdeiro de Hanôver
Ernesto Augusto, Príncipe Herdeiro de Hanôver, 3.º Duque de Cumberland e Teviotdale, 3.º Conde de Armagh, (Ernesto Augusto Guilherme Adolfo Jorge Frederico; Gmunden, 21 de setembro de 1845 – Hanôver, 14 de novembro de 1923) foi o filho mais velho do rei Jorge V de Hanôver e da sua esposa, a princesa Maria de Saxe-Altemburgo. Ernesto Augusto perdeu o trono de Hanôver, quando este foi anexado ao Reino da Prússia em 1866, e depois o Ducado de Brunsvique em 1884. Apesar de ser bisneto em linha masculina do rei Jorge III do Reino Unido, o Duque de Cumberland perdeu os seus títulos e honras inglesas por ter ficado do lado dos alemães durante a Primeira Guerra Mundial.

## Família
Ernesto Augusto era o filho mais velho do rei Jorge V de Hanôver e da sua esposa, a princesa Maria de Saxe-Altemburgo. Os seus avós paternos eram o rei Ernesto Augusto I de Hanôver e a princesa Frederica de Mecklemburgo-Strelitz. Os seus avós maternos eram o duque José de Saxe-Altemburgo e a princesa Amélia de Württemberg. Ernesto era primo afastado da rainha Vitória, visto que o seu avô era tio dela. Uma das suas tias maternas era a grã-duquesa Alexandra Iossifovna, esposa do grão-duque Constantino Nikolaevich da Rússia, o que o tornava primo direito da grã-duquesa Olga Constantinovna, rainha da Grécia. 

## Primeiros anos
O príncipe Ernesto Augusto de Hanôver, duque de Brunsvique-Luneburgo, príncipe do Reino Unido da Grã-Bretanha e da Irlanda, nasceu em Hanôver durante o reinado do seu avô paterno, Ernesto Augusto I. Tornou-se príncipe-herdeiro após a ascensão do seu pai ao trono como rei Jorge V em novembro de 1851. Guilherme I da Prússia e o seu ministro-presidente Otto von Bismarck depuseram Jorge por este ter ficado do lado austríaco durante a Guerra Austro-Prussiana. Durante essa guerra, o príncipe-herdeiro assistiu à Batalha de Langensalza.

## Exílio
Depois da guerra, a família real de Hanôver foi exilada e passou a residir em Hietzing, perto de Viena embora passassem grande parte do ano em Paris. Jorge V nunca desistiu dos seus direitos de sucessão ao trono de Hanôver e manteve a Legião Guélfica, uma unidade parlamentarista, com o seu próprio dinheiro. O antigo príncipe-herdeiro viajou bastante durante os primeiros tempos de exílio. Quando estava a visitar o seu primo afastado Alberto Eduardo, príncipe de Gales, em Sandringham House em 1875, conheceu a princesa Tira da Dinamarca, filha mais nova do rei Cristiano IX e irmã da princesa de Gales. No dia 21 de Dezembro de 1878, Ernesto casou-se com a princesa Tira da Dinamarca em Copenhaga.

## Sucessão
Quando o rei Jorge V morreu em Paris, no dia 12 de junho de 1878, o príncipe Ernesto Augusto sucedeu-o como duque de Cumberland e Teviotdale na nobreza da Grã-Bretanha e conde de Armagh na nobreza da Irlanda. A rainha Vitória fez dele cavaleiro da Ordem da Jarreteira no dia 1 de agosto de 1878.

## Ducado de Brunsvique
A rainha Vitória nomeou o duque de Cumberland major-general do exército britânico em 1886 e promoveu-o a tenente-general em 1892 e a general em 1898. Apesar de ele ser um nobre da Grã-Bretanha e da Irlanda, continuava a considerar-se um monarca exilado de um reino alemão, residindo em Gmunden, na Alta Áustria. Recusou-se a desistir dos seus direitos de sucessão a Hanôver. Em 1884, o duque Guilherme de Brunsvique, um primo afastado, morreu e Ernesto Augusto era o seu herdeiro. Contudo, Bismark conseguiu excluí-lo da herança, tal como tinha conseguido excluí-lo do trono do pai, declarou o ducado vazio e colocou-o sob administração prussiana sob a regência do príncipe Alberto da Prússia.

## Reconciliação

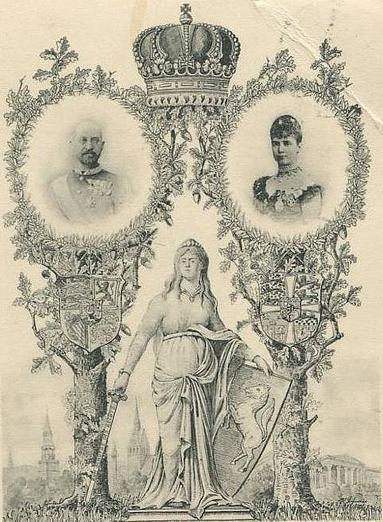
Ernesto Augusto e a esposa, Tira da Dinamarca

O duque de Cumberland reconciliou-se em parte com a dinastia Hohenzollern em 1913 quando o seu único filho sobrevivente, o príncipe Ernesto Augusto, Duque de Brunsvique, casou com a única filha do imperador alemão Guilherme II, neto do rei prussiano que tinha deposto o seu pai. Acabaria por renunciar aos seus direitos de sucessão em Hanôver, que tinham pertencido à dinastia Guélfica desde 1235, no dia 24 de outubro de 1913. Em troca, o seu filho tornou-se Duque de Brunsvique no dia 1 de novembro do mesmo ano. Guilherme II tornou-o cavaleiro da Ordem da Águia Negra. Em 1918, o seu filho abdicou do seu trono juntamente com todos os outros príncipes alemães quando as dinastias alemãs foram retiradas do poder pelo governo provisório alemão que foi estabelecido quando o próprio kaiser abdicou e fugiu da Alemanha para se exilar nos Países Baixos.

## Guerra
O rebentar da Primeira Guerra Mundial fez com que houvesse uma zanga entre a família real britânica e os seus primos de Hanôver. No dia 13 de maio de 1915, o rei Jorge V do Reino Unido ordenou que o duque de Cumberland fosse expulso da Ordem da Jarreteira e, no dia 28 de março de 1919 o seu nome foi retirado da lista de nobres do Reino Unido e da Irlanda, por força da Titles Deprivation Act 1917.

## Últimos anos
O príncipe Ernesto Augusto morreu de ataque cardíaco na sua propriedade em Gmunden em novembro de 1923.

## Títulos e estilos
- 21 de setembro de 1845 – 18 de novembro de 1851: Sua Alteza Real príncipe Ernesto Augusto de Hanôver e Cumberland
- 18 de novembro de 1851 – 12 de junho de 1878: Sua Alteza Real O Príncipe Herdeiro de Hanôver
- 12 de junho de 1878 – 28 de março de 1919: Sua Alteza Real O Duque de Cumberland e Teviotdale

## Descendência

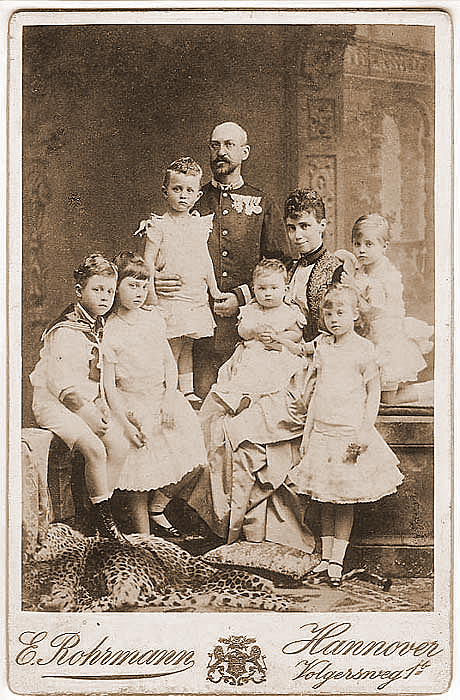
A família dos príncipes herdeiros de Hanôver em 1888. Da esquerda para a direita: o príncipe Jorge Guilherme, a princesa Maria Luísa, o príncipe Cristiano, o príncipe herdeiro Ernesto Augusto, a princesa herdeira Tira com o príncipe Ernesto Augusto e as princesas Alexandra e Olga.

| Imagem | Nome            | Nascimento          | Morte               | Observações                                                                                  |
| ------ | --------------- | ------------------- | ------------------- | -------------------------------------------------------------------------------------------- |
|        | Maria Luísa     | 11 de outubro 1879  | 31 de janeiro 1948  | casou com o príncipe Maximiliano de Baden, com descendência.                                 |
|        | Jorge Guilherme | 28 de outubro 1880  | 20 de maio 1912     | não se casou, morreu aos 31 anos.                                                            |
|        | Alexandra       | 29 de setembro 1882 | 30 de agosto 1963   | casou-se com o grão-duque Frederico Francisco IV de Mecklemburgo-Schwerin, com descendência. |
|        | Olga            | 11 de julho 1884    | 21 de setembro 1958 | não se casou.                                                                                |
|        | Cristiano       | 4 de julho 1885     | 3 de setembro 1901  | morreu aos 16 anos.                                                                          |
|        | Ernesto Augusto | 17 de novembro 1887 | 30 de janeiro 1953  | casou-se com a princesa Vitória Luísa da Prússia, com descendência.                          |

## Ligação externa
- Royal House of Hanover and Ducal House of Brunswick-Lüneburg
- Casa Real da Dinamarca